# 김삿갓로
김삿갓로(Gimsatgat-ro)는 전라남도 화순군 사평면 남면사평리교차로에서 화순군 동복면 동복삼거리를 잇는 도로이다.

## 주요 경유지
전라남도
- 화순군 (사평면 . 동복면)

## 노선
| 이름              | 접속 노선              | 소재지 | 소재지 | 비고 |
| ----------------- | ---------------------- | ------ | ------ | ---- |
| 남면사평리 교차로 | 사호로                 | 화순군 | 사평면 |      |
| 원진 교차로       | 국도 제15호선 (모후로) | 화순군 | 사평면 |      |
| 용리교            |                        | 화순군 | 사평면 |      |
| 용리사거리        | 효당로                 | 화순군 | 사평면 |      |
| 내리교            |                        | 화순군 | 사평면 |      |
| 한천교            |                        | 화순군 | 동복면 |      |
| 동복 교차로       | 국도 제15호선 (동주로) | 화순군 | 동복면 |      |
| 동복삼거리        | 천변길                 | 화순군 | 동복면 |      |
| 오지호로와 직결   |                        |        |        |      |